# Premio Dirac

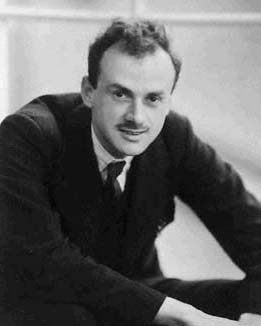
La medalla se otorga en honor a Paul Adrien Maurice Dirac (1930).

El Premio Dirac es el nombre de tres prominentes premios en el campo de física teórica, química computacional, y matemáticas, entregado por diferentes organizaciones.

## Medalla Dirac del ICTP
La Medalla Dirac del ICTP es entregado cada año por la Abdus Salam International Centre for Theoretical Physics (ICTP) (Centro Internacional de Física Teórica) en honor del físico P.A.M. Dirac. El premio, dado cada año el 8 de agosto (cumpleaños de Dirac), fue entregado por primera vez en 1985.
Un comité internacional de distinguidos científicos seleccionan al ganador de una lista de candidatos nominados. El comité invita a presentar nominaciones en los campos de física teórica y matemáticas.
Los galardonados también reciben un premio de US$ 5,000.

### Galardonados
- 1985 Edward Witten, Yákov Zeldóvich
- 1986 Alexander Polyakov, Yoichiro Nambu
- 1987 Bruno Zumino, Bryce DeWitt, Stephen Hawking
- 1988 David Gross, Yefim Fradkin
- 1989 John H. Schwarz, Michael Green
- 1990 Ludwig Faddeev, Sidney Coleman
- 1991 Jeffrey Goldstone, Stanley Mandelstam
- 1992 Nikolái Bogoliúbov, Yákov Sinái
- 1993 Daniel Freedman, Peter van Nieuwenhuizen, Sergio Ferrara
- 1994 Frank Wilczek
- 1995 Michael Berry
- 1996 Martinus J.G. Veltman, Tullio Regge
- 1997 David Olive, Peter Goddard
- 1998 Roman Jackiw, Stephen Adler
- 1999 Giorgio Parisi
- 2000 Helen Quinn, Howard Georgi, Jogesh Pati
- 2001 John Hopfield
- 2002 Alan Guth, Andrei Linde, Paul Steinhardt
- 2003 Robert Kraichnan, Vladímir Zajárov
- 2004 Curtis Callan, James Bjorken
- 2005 Patrick Lee, Samuel Frederick Edwards
- 2006 Peter Zoller
- 2007 Jean Iliopoulos, Luciano Maiani
- 2008 Joe Polchinski, Juan Maldacena, Cumrun Vafa
- 2009 Roberto Car, Michele Parrinello
- 2010 Nicola Cabiddo, George Sudarshan
- 2011 Edouard Brézin, John Cardy, Alexander Zamolodchikov
- 2012 Duncan Haldane, Charles Kane, Shoucheng Zhang
- 2013 Tom Kibble, Philip James Edwin Peebles, Martin Rees
- 2014 Ashoke Sen, Andrew Strominger, Gabriele Veneziano
- 2020 Miguel Ángel Virasoro, André Neveu, Pierre Ramond[1]

## Medalla y Premio Paul Dirac
El Premio y Medalla Paul Dirac es otorgado anualmente por el Instituto de Física (Institute of Physics), el principal cuerpo de físicos del Reino Unido, por "contribuciones a la física teórica (incluyendo física matemática y computacional)". El premio, que incluye una medalla de plata dorada y un premio de £1000, fue inventada por el Instituto de Física y entregada por primera vez en 1987.

### Galardonados
- 1987 Stephen Hawking
- 1988 John Bell
- 1989 Roger Penrose
- 1990 Michael Berry
- 1991 Rudolf Peierls
- 1992 Anthony Leggett
- 1993 David Thouless
- 1994 Volker Heine
- 1995 Daniel Walls
- 1996 John Pendry
- 1997 Peter Higgs
- 1998 David Deutsch
- 1999 Ian Percival
- 2000 John Cardy
- 2001 Brian Ridley
- 2002 John Hannay
- 2003 Christopher Hull
- 2004 Michael Green
- 2005 John Ellis
- 2006 Mike Gillan
- 2007 David Sherrington
- 2008 Bryan Webber
- 2009 Mike Cates
- 2010 James Binney
- 2011 Christopher Isham
- 2012 Graham Garland Ross
- 2013 Stephen M. Barnett
- 2014 Tim Palmer
- 2015 John David Barrow

## Medalla Dirac de la WATOC
La Medalla Dirac es premiada anualmente por la The World Association of
Theoretical and Computational Chemists (Asociación Mundial de Química Teórica y Computacional) para "investigadores del cálculo químico en el mundo menores de 40 años. El premio fue entregado por primera vez en 1998.

### Galardonados
- 1998 Timothy J. Lee
- 1999 Peter Gill
- 2000 Jiali Gao
- 2001 Martin Kaupp
- 2002 Jerzy Cioslowski
- 2003 Peter Schreiner
- 2004 Jan Martin
- 2005 Ursula Roethlisberger
- 2006 Lucas Visscher
- 2007 Anna Krylov
- 2008 Kenneth Ruud
- 2009 Jeremy Harvey
- 2010 Daniel Crawford
- 2011 Leticia González
- 2012 Paul Ayers
- 2013 Filipp Furche
- 2014 Denis Jacquemin